# Brigitte (Overwatch)
Brigitte Lindholm  /brɪ'gi:tə/ es un personaje de jugador ficticio que aparece en el videojuego Overwatch de 2016, y Overwatch 2 de 2022, ambos desarrollados por Blizzard Entertainment, y también aparece en animaciones y medios literarios relacionados con la franquicia. Aunque Overwatch fue lanzado en 2016, Brigitte fue introducida como personaje de apoyo jugable en una actualización de marzo de 2018. Antes de su debut en el videojuego, apareció por primera vez en el segundo cómic de Overwatch, titulado Dragon Slayer, y publicado el 28 de abril 2016.

## Diseño de personaje
Brigitte como personaje ya había sido introducida dentro del lore de Overwatch como hija de Torbjörn Lindholm y amiga de Reinhardt, a través del cómic digital Dragon Slayer publicado en 2016. Brigitte se desarrolló junto con el personaje de Moira, que fue el héroe número 26 del juego. Originalmente llamado Pally, Blizzard le había dado una habilidad para enviar un orbe de curación a otros compañeros de equipo que tenía un largo tiempo de enfriamiento. A medida que fueron desarrollando ambos personajes, optaron por potenciar más el híbrido de tanque para Pally, y transfirieron el orbe de curación a Moira, que pasaría a formar parte de sus habilidades de orbe biótico. A medida que trabajaban más en el personaje de Pally, reconocieron que su conjunto de habilidades se integraba bien con la propia historia de Brigitte, y así establecieron al héroe en el lore establecido.
Los desarrolladores de Overwatch diseñaron a Brigitte como un híbrido de apoyo y tanque que pretendía contrarrestar la estrategia de "inmersión" que estaba dominando el metajuego actual de Overwatch. Con la estrategia de inmersión, un equipo tendría un personaje móvil (como Winston o Tracer) corriendo hacia las líneas traseras de un equipo defensor mientras los tanques principales de los defensores estaban en otro lugar y no podían proteger a los personajes más débiles. Este sería un movimiento de sacrificio por parte de los equipos atacantes, utilizando la interrupción para hacer frente al otro equipo restante. Con Brigitte en la defensa, sería capaz de aturdir y retrasar al personaje que se zambulle lo suficiente como para permitir que el equipo defensor reaccione y cierre filas, anulando la estrategia de zambullida. Jeff Kaplan, antiguo director del juego, calificó al personaje, antes de su revelación formal, como "muy necesario" en el juego.
A finales de febrero de 2018, se anunció oficialmente que Brigitte sería el vigésimo séptimo personaje jugable de Overwatch. En un vídeo de actualización del desarrollador en el que se presentaba a Brigitte, el desarrollador de Overwatch Jeff Kaplan describió las habilidades de juego de Brigitte, detallando su diseño como un híbrido de soporte y tanque. La descripción "híbrida" de Brigitte se debe a que el juego incorpora tanto habilidades vistas en el rol de tanque (como un escudo de barrera) como habilidades de curación en su conjunto de habilidades. Aunque se refiere a Brigitte como un personaje "híbrido", Kaplan mantuvo que es un personaje principalmente de soporte.

## Jugabilidad
Brigitte está clasificada como un personaje de apoyo y está catalogada como un personaje de una estrella (baja) de dificultad para los jugadores. Aunque está catalogada como un personaje de apoyo, Blizzard la desarrolló como un híbrido de apoyo y tanque, ya que lleva un escudo de barrera y es capaz de curar a sus compañeros de equipo.
Los medios de comunicación de videojuegos GameSpot, USgamer y Engadget describen el conjunto de movimientos de Brigitte como una mezcla acertada de las habilidades de Torbjörn y Reinhardt. Su conjunto de movimientos incluye su ataque cuerpo a cuerpo, que tiene un gran alcance y le permite golpear a varios enemigos de un solo golpe. El mangual de Brigitte también cuenta con la habilidad Tiro de Látigo, que le permite lanzar su mangual a larga distancia, infligiendo daño y haciendo retroceder al enemigo en el proceso. Su habilidad Inspirar le permite curar pasivamente a los compañeros de equipo cercanos cuando golpea a los enemigos con su mangual. Brigitte también puede curar activamente a sus aliados con su habilidad Paquete de reparación; a partir del último parche, el Paquete de reparación ya no da armadura a los compañeros de equipo si los cura en exceso. Brigitte también viene equipada con un Escudo de barrera, que es una "barrera de energía frontal que puede absorber una cantidad limitada de daño", a la vez que protege a los aliados que están detrás. Mientras el escudo está activado, los jugadores pueden usar la habilidad de golpear con su escudo para lanzarse hacia adelante, aturdiendo a un enemigo golpeado por la carrera. Su habilidad definitiva le permite moverse más rápido y proporcionar a todos los aliados cercanos una armadura temporal.
Matilda Smedius pone voz a Brigitte en su idioma original, el inglés, mientras que Annie Rojas es su voz para Latinoamérica.

## Biografía ficticia
La historia del personaje de Brigitte está ligada a la de su padre Torbjörn y a la de su padrino Reinhardt. Fuera del juego, la biografía ficticia de Blizzard para Brigitte indica que su nombre real completo es Brigitte Lindholm, que su edad es 23 años y que su antigua base de operaciones es Gotemburgo, en su natal Suecia.
En el universo de Overwatch, Brigitte es una aventurera e ingeniera mecánica que sigue los pasos de su padre, Torbjörn. Torbjörn, en la historia de Overwatch, es el ingeniero jefe de la organización de Overwatch. Un vistazo de la revelación del personaje de Brigitte describía a Reinhardt salvando a Torbjörn, después de que éste resultara gravemente herido en la "Operación: Cúpula Blanca", una misión de Overwatch. En una carta a su mujer embarazada, Torbjörn expresa que permitirá a Reinhardt ponerle el nombre a su hija como gesto de agradecimiento. Tras la disolución de la organización Overwatch, Reinhardt optó por seguir luchando por la justicia como caballero andante. Brigitte solicitó unirse a él como su escudera, y Reinhardt aceptó y la entrenaría en el combate. Sus responsabilidades inicialmente incluían el mantenimiento de la armadura de Reinhardt, pero cada vez más comenzó a tener que curar las heridas de Reinhardt. Brigitte empezó a creer que su papel era insuficiente, y desarrolló su propia armadura en secreto para luchar junto a Reinhardt.